# Убийство монахов в Оптиной пустыни
Убийство монахов в Оптиной пустыни 18 апреля 1993 года — убийство троих монахов Русской православной церкви — иеромонаха Василия (Рослякова) и иноков Ферапонта (Пушкарёва) и Трофима (Татарникова), совершённое в монастыре Оптина пустынь в пасхальную ночь на 18 апреля 1993 года душевнобольным Николаем Авериным.

## Николай Аверин
Николай Николаевич Аверин родился 13 июня 1961 года в Калужской области. Участвовал в боевых действиях в Афганистане, что отрицательно повлияло на его психоэмоциональное состояние. В 1990 году он впервые попал в поле зрения правоохранительных органов, совершив изнасилование, однако жертва забрала заявление. Через год, в апреле 1991 года, Аверин вновь совершил изнасилование, сопряжённое с нанесением тяжких телесных повреждений своей жертве. Однако 8 августа 1991 года его отправили в психиатрическую клинику, признав невменяемым.
В феврале 1992 года Аверина выписали из стационара. Ему дали третью группу инвалидности. Аверин вернулся в родное село Волконское в Калужской области, находившееся неподалёку от Оптиной пустыни.

## 18 апреля 1993 года
В пасхальную ночь с 17 на 18 апреля 1993 года Аверин, взяв с собой нож с вырезанным на рукоятке числом зверя, отправился в монастырь Оптина пустынь. В ту ночь там проходили торжественные богослужения.
Аверин отправился на звонницу, где в то время находились иноки Ферапонт (в миру Владимир Пушкарёв) и Трофим (в миру Леонид Татарников). Они звонили в колокола в честь Пасхи Господней. Убийца хладнокровно нанёс смертельные ранения обоим.
В 6 часов утра Николай Аверин неподалёку от звонницы со спины напал на иеромонаха Василия (в миру Игоря Рослякова) и нанёс ему несколько ударов ножом, отчего тот спустя час скончался.
После убийства Аверин бросил нож и скрылся в лесу.

## Расследование убийства. Арест Аверина
Тела монахов обнаружили спустя час. По тревоге были подняты все подразделения местной милиции.

Опрос свидетелей <…> принёс поразительный результат: паломники ясно различали в утренних сумерках звонарей…, видели как упали один за другим иноки, но нападавшего не рассмотрел никто. Так, три паломницы видели, что через ограждение звонницы перепрыгнул некто, одетый в чёрную морскую шинель, и побежал прочь; все три женщины независимо друг от друга решили, что звонарям стало плохо и побежавший человек сейчас приведёт доктора. Женщины эти подошли к звоннице и какое-то время не решались приблизиться к монахам, решив, что их недомогание вызвано строгостью пасхального поста. Лишь когда на досках помоста стала различима вытекавшая из ран иноков кровь, паломницы поняли, что оказались свидетелями преступления. Другие две женщины наблюдали сам момент нападения, но также не смогли дать сколь-нибудь удовлетворительного описания преступника; по их словам, произошедшее выглядело так, словно иноки беззвучно упали сами по себе и нападавшего не было видно до тех самых пор, пока он не побежал от звонницы в сторону Скитских ворот. Безусловно, следствие столкнулось с неким любопытным феноменом субъективного восприятия, но следует признать, что во всём, связанном с судьбою погибших монахов, немало мистического, рационально необъяснимого.
Обнаруженный на месте преступления нож был отправлен на экспертизу, которая установила, что отпечатки пальцев на рукоятке принадлежали жителю соседнего села Аверину. Тем временем убийца лесами ушёл в Тульскую область, где в одном из кооперативов совершил кражу, затем решил вернуться домой, где и был задержан.
Аверин подробно рассказал обо всех убийствах. Судебно-психиатрическая экспертиза признала его невменяемым, поставив диагноз — шизофрения. После этого Аверина отправили в спецлечебницу закрытого типа. По данным на апрель 2023 года Аверин был жив и продолжал находиться в психиатрической больнице.

## Книги
- Павлова, Н. А. Пасха Красная. О трех Оптинских новомучениках, убиенных на Пасху 1993 года / Н. А. Павлова. — Москва: Издательство «Адрес-Пресс», 2003. — 425 с.

## Документальные фильмы
- Документальный фильм «Убийство в монастыре» из цикла Вахтанга Микеладзе «Документальный детектив»
- Документальный фильм «Метка посланника Сатаны» из цикла Вахтанга Микеладзе «Приговорённые пожизненно»
- Документальный фильм «Число зверя» из цикла Вахтанга Микеладзе «Пожизненно лишённые свободы»